# Разин, Евгений Андреевич
Евге́ний Андре́евич Ра́зин (до 1924 года — Неклепаев; 13 [25] октября 1898, село Пакиничи, Смоленская губерния — 6 апреля 1964, Москва) — советский военный историк и педагог.

## Биография
Евгений Андреевич Разин родился 13 (25) октября 1898 года в селе Пакиничи (ныне — Рогнединского района Брянской области). В юности примкнул к большевикам. С 1917 года — член РКП(б).
В РККА с 1917 года. Участник Гражданской войны с 1918 года. Был командиром батальона и комиссаром стрелкового полка. В 1924 году окончил Военную Академию РККА, направлен на должность командира стрелкового полка, а в 1936 году — Институт красной профессуры, с 1929 года — на преподавательской работе в различных военных учебных заведениях. Заведовал кафедрой истории военного искусства Военной Академии имени М. В. Фрунзе 1936—1942 годы и 1949—1957 годы, до 1940 года — доцент, затем — профессор. Автор серии книг по военному искусству с древнейших времен до начала XX века.
В 1939 году доцент полковник Е. А. Разин принёс в Военное издательство свой четырёхтомный труд «История военного искусства с древнейших времён до первой империалистической войны 1914—1918 годов». В этот же год вышли в свет два тома «Истории военного искусства», которые сразу были оценены очень высоко. Книга стала учебным пособием по военной истории и до сих пор считается классикой истории военного дела. Однако с ней было связано очень много неприятностей в жизни автора. В 1940 году на особом совещании преподавателей военной истории в Москве было отмечено, что автор не показал, «что марксистско-ленинское учение не только вскрывает истинные причины происхождения войны, но и указывает пролетариату действительный путь уничтожения причин, порождающих войны», а также он был обвинён, что недостаточно показал роль В. И. Ленина и И. В. Сталина в разоблачении «буржуазных теорий о сущности войн» и что поставил полководцев Красной Армии в один ряд с дореволюционными.
Однако, такая критика вызвала сопротивление руководства армии. Одним из главных защитников Разина стал нарком обороны маршал Советского Союза С. К. Тимошенко, который сформировал комиссию во главе с маршалом Б. М. Шапошниковым для изучения книги «История военного искусства». В комиссию вошли историки и военные деятели. В итоге труд Разина был отредактирован с учётом некоторых замечаний, и в 1941 году была выпущена вторая редакция. В предвоенные годы являлся членом редакционной коллегии «Военно-исторического журнала».

## Великая Отечественная война
Во время войны гвардии полковник Разин служит в военно-историческом отделе Генерального штаба ВС СССР, а затем с декабря 1944 года — начальником отделения изучения опыта войны в штабах 2-го Белорусского фронта и 4-й гвардейской танковой дивизии 4-й гвардейской танковой армии 1-го Украинского фронта. Во время Кельце-Хмельникской операции выезжал в войска (10-й гвардейский танковый корпус и 93-я отдельная бригада). Имел одно ранение и одну контузию.

## Репрессии
Неоднократно высказывал свои мысли о недостатках организации боевых действий, за что в конце войны был арестован и репрессирован, находился в лагерях, подвергался пыткам. В 1947 году был выпущен после ознакомления Сталина с трудами Разина, на которые советский лидер оставил своеобразную «рецензию» в журнале «Большевик». В книге братьев Жореса и Роя Медведевых «Неизвестный Сталин» излагается другая версия событий: стал в феврале 1946 году объектом критики главы государства, был арестован, а затем в январе 1950 года после того, как Сталин проявил интерес к его книге, освобождён и восстановлен на работе в Академии имени Фрунзе, однако она опровергается известными фактами, согласно которым уже в 1949 году в Академии имени Фрунзе вышла серия работ Разина под названием «Лекции по истории военного искусства» (3 выпуска), причём в предисловии к первому выпуску в качестве ответственного редактора помощник начальника Академии по специальным дисциплинам генерал-лейтенант Н. Н. Биязи написал: «Приступая к выпуску (на правах рукописи) лекций профессора генерал-майора Разина, читанных им в 1948 году на историческом факультете…».

## Послевоенное время
В 1949 году восстановлен в Академии, вскоре получил воинское звание генерал-майор. С 1957 года в отставке.
Был известен как педагог, способный заинтересовать аудиторию. В 1955—1961 годах был переиздан двухтомник «Истории военного искусства» и издан третий том.

## Смерть
Умер в 1964 году. Похоронен на Преображенском кладбище в Москве.

## Награды
- Орден Ленина (30.04.1945)[6],
- два ордена Красного Знамени (21.02.1945[7], 24.06.1948[8]),
- Орден Отечественной войны I степени (27.05.1945)[3][9]
- Орден «Знак Почёта» (05.02.1939)[10]
- Медаль «За взятие Берлина» (1945)[11]
- Медаль «За освобождение Праги» (1945)[12]
- Медаль «За победу над Германией в Великой Отечественной войне 1941—1945 гг.» (1945)[13]
- Юбилейная медаль «XX лет Рабоче-Крестьянской Красной Армии» (1938)
- Медаль «В память 800-летия Москвы» (1947)

## Труды
- Разин Е. А. История военного искусства XXXI в. до н. э. — VI в. н. э. — СПб.: Полигон, 1999. — 560 с. — ISBN 5-89173-039-1. (Первое издание — М..: Воениздат, 1955.)
- Разин Е. А. История военного искусства VI—XVI вв. — СПб.: Полигон, 1999. — 656 с. — ISBN 5-89173-040-5.
- Разин Е. А. История военного искусства XVI—XVII вв. — СПб.: Полигон, 1999. — 736 с. — ISBN 5-89173-041-3.